# Lamholma (vid Lypertö, Gustavs)
Lamholma är en ö i Finland. Den ligger i Skärgårdshavet och i kommunen Gustavs i den ekonomiska regionen  Nystadsregionen i landskapet Egentliga Finland, i den sydvästra delen av landet. Ön ligger omkring 60 kilometer väster om Åbo och omkring 210 kilometer väster om Helsingfors.
Öns area är 10,7 hektar och dess största längd är 490 meter i sydöst-nordvästlig riktning.